# Víctor Espárrago
Víctor Rodolfo Espárrago Videla, appelé plus simplement Víctor Espárrago (né le 6 octobre 1944 à Montevideo), est un entraîneur et ancien footballeur uruguayen. Il entraine le club de Cadix CF depuis le 10 janvier 2010.
Milieu de terrain de la Celeste (l'équipe d'Uruguay de football) dans les années 1960-1970 (67 sélections, 18 buts), il a participé à trois coupes du monde en 1966, 1970 et 1974.
Il a commencé sa carrière d'entraîneur au Nacional Montevideo en 1985. Il entraîne de 2004 à 2006 le club de Cádiz CF, après avoir entraîné de nombreux autres clubs espagnols dont Valence CF et le Séville FC.